# A Square Deal
A Square Deal er en amerikansk stumfilm fra 1917 af Harley Knoles.

## Medvirkende
- Carlyle Blackwell som Hugh Eltinge
- June Elvidge som Doris Golden
- Henry Hull som Mark Dunbar
- Muriel Ostriche som Ruby Trailes
- Charlotte Granville som Mrs. Trailes